# Karol Malapert
Karol Malapert, właśc. Charles Malapert (ur. 12 lipca 1581 w Mons, zm. 5 listopada 1630 w Vitorii) – flamandzki uczony i jezuita. Zajmował się przede wszystkim matematyką i astronomią. Był także autorem kilku różnych poematów.

## Życiorys
Karol był najstarszym synem Michaela Malaperta. Jego rodzina należała do miejscowej szlachty i cieszyła się szacunkiem sąsiadów. Mimo szlacheckiego pochodzenia większość członków rodu zajmowało się handlem. Na przykład dziadek, po którym Karol otrzymał imię, był kupcem jedwabnym. Malapertowie byli zaangażowani nie tylko w interesy gospodarze swojego miasta, ale również w miejscową politykę. Źródła podają, że przynajmniej dziewięciu krewnych Karola pełniło funkcję radnych miasta Mons między 1552 a 1635 rokiem. Za zasługi dla społeczności lokalnej mieli przywilej chowania zmarłych członków rodu w kolegiacie Sainte-Waudru. Malapertowie byli również blisko związani z kościołem. Wielu krewnych Karola decydowało się na wstąpienie do stanu duchownego, na przykład bratankowie Michael i Nicolas byli jezuitami.
Młodość Karola przypadła na bardzo niespokojne dla Niderlandów czasy. XVI i XVII wiek to bowiem okres reformacji i wojen związanych z dążeniami mieszkańców współczesnej Holandii do niepodległości. Nie do końca wiadomo jak ówczesna sytuacja polityczna i społeczna wpłynęła na Malaperta, gdyż źródła zawierają bardzo mało wzmianek na temat jego wczesnego życia. Prawdopodobnie bardzo wcześnie zainteresował się zakonem jezuitów i starał się o przyjęcie w grono nowicjuszy. Być może był to efekt ożywionej działalności Towarzystwa w Niderlandach, które zakładało tu swoje szkoły i starało się służyć mieszkańcom i władzom. W przeciwieństwie do większości członków zakonu, bardzo późno zetknął się ze szkołami jezuickimi. Kolegium, które skończył w Mons, nie należało do Zakonu. Jezuitów spotkał dopiero na studiach filozoficznych w Valenciennes i w Douai, gdzie uzyskał tytuł bakalaureata. Ostatecznie do zakonu dołączył 1600 roku w czasie studiów w Douai. Od tamtego momentu był poddany standardowej edukacji jezuickiej, która obejmowała podstawowe informacje z zakresu przedmiotów ścisłych i humanistycznych, z naciskiem na filozofię i teologię. Malapert od momentu wstąpienia do zakonu często zmieniał miejsce pobytu, co było efektem edukacji w różnych szkołach. Przebywał między innymi w Tournai, Arras, Douai, Leuven, Verdun i Pont-à-Mousson. Dzięki coraz większej wiedzy sam zaczyna pracę jako nauczyciel. Interesowały go głównie przedmioty ścisłe, toteż nauczał przede wszystkim geometrii.
W 1607 roku rozpoczął studia teologiczne, które zajęły mu dwa lata. Zaraz po ich ukończeniu otrzymał święcenia kapłańskie i rozpoczął prace jako wykładowca na uczelni w Pont-à-Mousson. W swojej pracy miał wprawdzie styczność głównie z filozofią, ale dzięki znajomości z innymi wykładowcami, rozwija się jego pasja związana z przedmiotami ścisłymi. W 1612 roku, z uwagi na zły stan zdrowia, rezygnuje z pracy na uczelni i przenosi się do Verdun, gdzie naucza w kolegium. W czasie swojego pobytu tutaj pisze pracę De Ventis. Porusza w niej temat wiatrów które nawiedziły Hainaut i Artois 27 kwietnia 1606 roku. Dzieło to posiada pewne walory naukowe, jest bowiem dokładnym opisem przebiegu zjawiska meteorologicznego, ale jest bardzo moralizatorskie w swojej wymowie, przedstawia bowiem katastrofę naturalną jako karę bożą za rozpustę.
Pod koniec 1613 roku, mimo poważnej choroby, Malapert zostaje wysłany przez swoich przełożonych do Polski. Nieznane są motywy tej decyzji. Początkowo Karol trafia do kolegium w Poznaniu a później do Kalisza. Tam przez dwa lata nauczał matematyki. W czasie wolnym od pracy dydaktycznej zaczął zajmować się własnymi badaniami, które dotyczyły matematyki i astronomii. Jego uczniami i współpracownikami było dwóch polskich jezuitów: Szymon Perovius i Aleksy Sylvius. Malapert był pierwszym astronomem w Polsce, który do swoich badań używał lunety. W 1614 roku, idąc za radą jezuity Christopha Scheinera zaczął stosować helioskop w badaniu plam słonecznych, które uważał za planety. Dzięki jego działalności Kalisz stał się najprężniej działającym ośrodkiem astronomicznym w Polsce. Przy pomocy Sylvusa skonstruował trzy typu przyrządów obserwacyjnych, które miały później wpływ na rozwój astronomii i techniki optycznej. W 1615 roku wydał, przy pomocy kaliskiego drukarza Gedeliusza, swój zbiór wierszy Variorum poematum fasciculus i parę innych dzieł, w tym tragedię Sedecias, którą dedykował królewiczowi Władysławowi Wazie. Była ona później przedrukowywana i tłumaczona w różnych krajach Europy. Znajomości zawarte w Polsce okazały się trwałe i Malapert korespondował z Peroviusem. Sylvus natomiast wyjechał razem ze swoim nauczycielem.
W 1617 roku Malapert powrócił w rodzinne strony i rozpoczął pracę na uniwersytecie w Douai. Przez rok wykładał przedmioty humanistyczne a w 1618 roku był jednym z twórców katedry matematyki i od tamtej pory zajął się nauczaniem tego właśnie przedmiotu. Kontaktował się w tej sprawie między innymi z François d'Aguilonem. Od 1618 roku do 1627 roku zajmował się wykładaniem w Douai. Był to czas, w którym wielu innych belgijskich jezuitów skupiło się na matematyce. Założone przez nich uczelnie przyciągały studentów z całej Europy, do Niderlandów trafiali także brytyjscy katolicy, którzy z uwagi na wydarzenia w ojczyźnie, nie mogli prowadzić tam swoich szkół. W 1627 roku Malapert zostaje mianowany rektorem kolegium w Arras, którą to funkcję pełni do 1630 roku. Po powrocie do ojczyzny kontynuował rozpoczęte w Polsce badania. Dużą rolę w obserwacjach astronomicznych odgrywał Sylvus, stale współpracujący z Karolem. W tym czasie Malapert napisał większość swoich prac poświęconych nauce.
Na przestrzeni dziesięciu lat wydał przynajmniej sześć dzieł traktujących o astronomii lub matematyce. W jednym z nich opisywał sposób budowy teleskopu oraz powierzchnię Księżyca, na który to temat trwała wówczas zacięta debata naukowa. Malapert był więc jednym z pionierów selenografii. Uważał, iż Księżyc ma kształt sferyczny a jego powierzchnia jest bardzo nierówna i naznaczona wieloma kraterami, wzniesieniami i obniżeniami. Karol krytykował również poglądy głoszące, iż na Księżycu występuje życie, wykazując też czemu jego zdaniem jest to niemożliwe. Nie koncentrował się jednak tylko na księżycu. Pisał również o plamach słonecznych, kometach, planetach, pierścieniach Saturna i Drodze Mlecznej. Szczególnie zajmowały go komety, którym poświęcił osobne studium. Wśród mieszkańców Europy popularne były wówczas przesądy mówiące, iż komety są zapowiedzią jakichś nieszczęść bądź doniosłych wydarzeń. Malapert krytykował to podejście i wyjaśniał, iż jest to normalne zjawisko, choć oczywiście był zdania, że Bóg może na nie wpływać i objawiać nimi swoją wolę. W 1633 roku, już po śmierci Karola, ukazała się w Douai jego praca Austriaca Sidera heliocyclia astronomicis hypothesibus illigata, poświęcona zagadnieniu plam słonecznych. Opóźnienie w publikacji było spowodowane konfliktem z Scheinerem, który uważał się za odkrywcę tych obiektów i z tego powodu był zdania, że to jego praca ma pierwszeństwo.
Oprócz tego był autorem czterech książek napisanych przede wszystkim w celu ułatwienia nauki studentom. Zostały one opublikowane między 1620 a 1627 rokiem. Pierwsza z nich, Euclidis elementorum priores sex libri, zawierała wytłumaczenie poglądów Euklidesa zawartych w jego "Elementach". Druga, Faciliorum Geometriae elementorum libri duo, dotyczyła podstaw geometrii. Trzecia, Paraphrasis in omnes Aristotelis libros didactitos, była komentarzem do prac Arystotelesa. Największe znaczenie miała jednak ostatnia tego typu publikacja Malaperta: Arithmeticae praticae brevis institutio. In qua nova ratio dividendi per Tabulam Pythagoricam et alia non passim obvia explicantur. Była ona podręcznikiem do arytmetyki, ale oprócz standardowych informacji zawierała także opis urządzenia podobny do tak zwanej Kostki Napiera, opisanej przez Johna Napiera w Rabdologiæ z 1617 roku. Jest kwestią dyskusyjną czy był to plagiat czy raczej równoległe odkrycie. Kwestia ta jest obecnie badana przez historyków, ale jest faktem, iż Malapert skończył pisać swoją pracę w 1618 roku, zaledwie rok po Napierze.
W uznaniu wiedzy i zasług Malaperta Filip IV zaoferował mu możliwość wykładania matematyki w kolegium cesarskim w Madrycie. Karol zmarł jednak w czasie podróży do Hiszpanii i nigdy nie objął tej funkcji. Międzynarodowa Unia Astronomiczna nazwała od jego nazwiska krater na Księżycu.